# Телескоп Вольтера
Телескопи Вольтера — оптичні системи рентгенівських телескопів, що застосовують лише дзеркала косого падіння.

## Історія
Коефіцієнт відбиття рентгенівських променів при нормальному падінні на межу середовищ дуже малий — більша частина випромінювання просто проходить крізь речовину або поглинається нею. Тому звичайні дзеркала не можуть застосовуватися в рентгенівській оптиці. Звичайні лінзи також не підходять, бо їх показник заломлення в рентгенівському діапазоні дуже близький до одиниці. Для фокусування рентгенівських променів доводиться застосовувати інші прилади. Один із них — рентгенівське дзеркало похилого падіння, на яке рентгенівський промінь падає під дуже малим кутом, і ковзає вздовж поверхні. Взагалі для фокусування достатньо було б застосувати лише одне параболічне дзеркало. Але воно має суттєві недоліки: дуже велику фокусну відстань, вузький кут і схильність до коми. 1952 року німецький фізик Ганс Вольтер запропонував три оптичні системи, в яких кома значно послаблена. Всі вони складаються з двох поверхонь другого порядку і такі системи називають телескопами Вольтера I, II і III типу відповідно:
1. параболоїд + гіперболоїд
2. параболоїд + гіперболоїд із зовнішнім відбиттям
3. параболоїд із зовнішнім відбиттям + еліпсоїд

Кожна із цих систем має свої переваги й недоліки. Найбільш розповсюджені системи I типу. Така система у телескопів EXOSAT, ROSAT, XMM-Newton, Swift/XRT та деяких інших.